# Paint Tool SAI
Paint Tool SAI – edytor grafiki rastrowej i oprogramowanie służące do malowania wydany przez Systemax Software w 2008 r. Program został utworzony na system Microsoft Windows. Narzędzie jest dostępne w językach japońskim i angielskim.

## Funkcje programu
Interfejs użytkownika umożliwia otwieranie wielu dokumentów w odrębnych oknach. Obszar roboczy można powiększać i pomniejszać, a także obracać za pomocą skrótów klawiszowych czy opcji w górnym pasku nawigacji.
Paint Tool SAI zawiera różne narzędzia i cyfrowe pędzle do malowania, m.in. akwarela, aerograf i tusz. Można je dostosowywać i zapisać jako nowe.
Program daje możliwość pracy na warstwach, grupowania ich i dodawania do nich masek. Są dwa rodzaje warstw – na jednej dostępne są cyfrowe pędzle, a na drugiej zwanej „Linework” można korzystać z narzędzi linii i krzywych.
W narzędziach zaznaczania znajdują się podstawowe funkcje tj. lasso, zaznaczenie kwadratowe i różdżka. Można konfigurować ustalenie poziomu wygładzania krawędzi.
Obraz można także przekształcać za pomocą skalowania i zmiany perspektywy.
Ponieważ program koncentruje się głównie na rysowaniu, nie ma w nim możliwości dodawania warstw tekstowych, gradientów ani bezpośredniego druku.

## Obsługiwane formaty
Paint Tool SAI pozwala na otwieranie, edycję i zapisywanie następujących formatów plików:
- SAI
- PSD
- JPEG
- PNG
- BMP
- TGA

## Minimalne wymagania sprzętowe
| Komputer          | PC/AT                                                                     |
| System operacyjny | Windows 2000/XP/Vista/7/8/8.1/10                                          |
| Procesor          | Pentium 450MHz                                                            |
| Pamięć RAM        | Windows 2000 – 128MB Windows XP – 256MB Windows Vista/7/8/8.1/10 – 1024MB |
| Dysk twardy       | 512MB wolnego miejsca                                                     |
| Karta graficzna   | Rozdzielczość 1024x768                                                    |

## Historia wersji
| Nr wersji | Data opublikowania  | Opis wersji                                                 |
| --------- | ------------------- | ----------------------------------------------------------- |
| 1.2.5     | 25 kwietnia 2016 r. | Wersja stabilna, naprawa wycieku pamięci                    |
| 1.2.4     | 21 kwietnia 2016 r. | Wersja stabilna                                             |
| 1.2.3     | 30 września 2015 r. | Poprawki błędów                                             |
| 1.2.2     | 17 czerwca 2015 r.  | Poprawki błędów                                             |
| 1.2.1     | 10 czerwca 2015 r.  | Poprawki błędów                                             |
| 1.2.0     | 16 marca 2013 r.    | Wersja stabilna                                             |
| 1.1.0     | 25 grudnia 2008 r.  | Wersja stabilna                                             |
| 1.0.4     | 13 września 2008 r. | Dodano możliwość obsługiwania formatów PNG i BMP.           |
| 1.0.5     | 15 września 2008 r. | Dodano funkcje spłaszczania obrazu i obsługę pełnego ekranu |
| 1.0.3     | 2 sierpnia 2008 r.  | Dodano tryb kolorów HSV                                     |
| 1.0.2     | 24 lipca 2008 r.    | Możliwość korzystania z programu na systemie Windows Vista  |
| 1.0.0     | 25 lutego 2008 r.   | Pierwsza wersja programu                                    |